# Чакова
Чакова (рум. Ciacova) — місто у повіті Тіміш в Румунії. Адміністративно місту підпорядковані такі села (дані про населення за 2002 рік):
- Мачедонія (470 осіб)
- Обад (598 осіб)
- Петроман (736 осіб)
- Чебза (745 осіб)

Місто розташоване на відстані 408 км на захід від Бухареста, 28 км на південь від Тімішоари.

## Населення
За даними перепису населення 2002 року у місті проживали 7285 осіб.
Національний склад населення міста:
| Національність   | Кількість осіб | Відсоток |
| ---------------- | -------------- | -------- |
| румуни           | 5850           | 80,3%    |
| угорці           | 613            | 8,4%     |
| цигани           | 426            | 5,8%     |
| німці            | 191            | 2,6%     |
| серби            | 151            | 2,1%     |
| українці         | 43             | 0,6%     |
| росіяни-липовани | 3              | < 0,1%   |
| словаки          | 3              | < 0,1%   |
| турки            | 1              | < 0,1%   |
| болгари          | 1              | < 0,1%   |
| хорвати          | 1              | < 0,1%   |
| чехи             | 1              | < 0,1%   |
| чанго            | 1              | < 0,1%   |

Рідною мовою назвали:
| Мова       | Кількість осіб | Відсоток |
| ---------- | -------------- | -------- |
| румунська  | 5945           | 81,6%    |
| угорська   | 572            | 7,9%     |
| циганська  | 399            | 5,5%     |
| німецька   | 184            | 2,5%     |
| сербська   | 138            | 1,9%     |
| українська | 39             | 0,5%     |
| російська  | 3              | < 0,1%   |
| словацька  | 3              | < 0,1%   |
| болгарська | 1              | < 0,1%   |
| хорватська | 1              | < 0,1%   |

Склад населення міста за віросповіданням:
| Релігія                                       | Кількість осіб | Відсоток |
| --------------------------------------------- | -------------- | -------- |
| православні                                   | 5883           | 80,8%    |
| римо-католики                                 | 903            | 12,4%    |
| п'ятдесятники                                 | 333            | 4,6%     |
| баптисти                                      | 43             | 0,6%     |
| реформати                                     | 38             | 0,5%     |
| греко-католики                                | 29             | 0,4%     |
| не релігійні                                  | 15             | 0,2%     |
| лютерани                                      | 8              | 0,1%     |
| адвентисти                                    | 5              | 0,1%     |
| лютерани (Синодально-пресвітеріанська церква) | 2              | < 0,1%   |
| лютерани (Аугсбурзького сповідання)           | 2              | < 0,1%   |
| унітарії                                      | 1              | < 0,1%   |
| не вказали релігію                            | 12             | 0,2%     |

## Зовнішні посилання
- Дані про місто Чакова на сайті Ghidul Primăriilor [Архівовано 3 березня 2009 у Wayback Machine.]